# Čepelare
Čepelare (bulharsky Чепеларе) je město ležící v jižním Bulharsku, ve střední části Západních Rodopů na horním toku řeky Asenica. Je správním střediskem stejnojmenné obštiny a má přibližně 4 700 obyvatel.

## Historie
Místo je osídleno od 13. století př. n. l., jak dokládají thrácké hroby. Slované sem přicházeli ze severu mezi 5. a 6. stoletím. V té době zde vzniklo sídliště, které je doloženo až do 14. století, kdy zaniklo v důsledku obsazení země osmanskými Turky.
Zakladateli současného Čepelare jsou Volko a Belju Marčovi, kteří se zde usadil se svými rodinami počátkem 18. století. V roce 1750 zde již žilo 19 rodin. Během bulharského obrození se z města stalo kulturní, vzdělávací a hospodářské středisko v pohoří Rodopy.
Významný pokrok nastal poté, co se město stalo v roce 1879 součástí Východní Rumélie a následně v roce 1885 Bulharska. Roku 1880 zde byla zřízena pošta s telegrafickým spojením. Nejrychlejšího rozvoje bylo dosaženo za starosty Vasila Dečeva, který tuto funkci vykonával po dobu 28 let od roku 1896. Ještě téhož roku byla postavena velká škola. Také vznikl plán rozvoje města, tehdy jediný v Rodopech. Podle tohoto plánu byla zbudována mimo jiné i místní knihovna. Koncem 19. století zde žilo 1 706 obyvatel. K zachování a řízení lesů bylo roce 1906 založeno lesní družstvo „Săglasie“, první v Bulharsku. Ještě za Dečevova funkčního období (1921) bylo město elektrifikováno jako jedno z prvních v Bulharsku. Vděční občané mu postavili pomník a je po něm pojmenováno několik budov ve městě.
Zásluhou zdejšího rodáka Nikoly Čičovského, který si tam postavil první vilu, vzniklo zimní středisko Pamporovo. Čepelare bylo povýšeno na město v roce 1964.

## Obyvatelstvo
K 15. září 2024 ve městě žilo 4 714 obyvatel a bylo zde trvale hlášeno 4 925 obyvatel. Podle sčítání 1. února 2011 bylo národnostní složení následující:
- Bulhaři: 4 195 (98.1 %)
- Turci: 8 (0.2 %)
- Romové: 3 (0.1 %)
- ostatní[p 2]: 71 (1.7 %)